# Enrique II de Silesia
Enrique II el Piadoso (en polaco: Henryk II Pobożny, alemán: Heinrich II der Fromme) (c. 1196/1207-9 de abril de 1241), de la línea silesiana de la dinastía Piast fue duque de Silesia en Breslavia y duque de Cracovia y así Gran Duque de toda Polonia, así como duque del sur de la Gran Polonia desde 1238 hasta su muerte. En 1238-1239 él también sirvió como regente de otros dos ducados Piast: el ducado de Sandomierz y la Alta Silesia de Opole-Raciborz. Es venerado en la Iglesia Católica, habiendo sido declarado Siervo de Dios por el Papa Francisco. Su fiesta se celebra cada año el 9 de abril.

## Primeros años y cogobernante con su padre
Enrique fue el hijo del gran duque polaco Enrique I el Barbudo, duque de Silesia-Breslavia, con su esposa (y después santa) Eduviges de Andechs, hija del duque Bertoldo IV de Merania. Él fue el segundo hijo de la pareja ducal, pero pronto se convirtió en el mayor de los hijos de la familia cuando el primogénito Boleslao murió en 1206. Siete años después (1213) la muerte de su hermano más joven Conrado el Rizado durante una cacería dejó a Enrique como único heredero de la Baja Silesia. Alrededor de 1218 su padre arregló su matrimonio con la princesa Ana, hija del rey Otakar I de Bohemia, esta unión con la real dinastía Přemyslidas permitió a Enrique II participar activamente en la política internacional.
Enrique I el Barbudo rápidamente comenzó sus esfuerzos para designar a su único hijo superviviente como heredero universal de su patrimonio, y desde 1222, el joven príncipe parece haber firmado documentos junto con su padre. Dos años después, él tenía un sello independiente y su propio notario. En 1227, durante una reunión de los duques de Piast en Gąsawa, Enrique el Barbudo y el gran duque Leszek I el Blanco fueron atrapados en una emboscada, como resultado de esto Leszek fue asesinado y el duque silesiano fue herido de gravedad; esta fue la primera vez que el gobierno se apoyaba en los hombros del joven Enrique. La segunda vez ocurrió dos años después, cuando Enrique el Barbudo fue capturado por el duque Conrado I de Mazovia. Durante estas regencias el desempeño de Enrique II fue perfecto, gracias a los primeros años cuando su padre le confió este tipo de responsabilidad. Durante 1229-1230, él dirigió una expedición militar para recuperar y asegurar la posesión del territorio de Lubusz, y en 1233-1234 Enrique apoyó activamente los asuntos de su padre en Prusia y la Gran Polonia. El incremento y la estrecha cooperación con su padre resultaron en el nombramiento oficial de Enrique como cogobernante con su padre en 1234. Después de eso llegó la separación formal de poderes: Enrique el Barbudo fue nombrado duque de Cracovia y Silesia, y Enrique, duque de Silesia y la Gran Polonia. Sin embargo, su reinado único tuvo que esperar hasta la muerte de Enrique el Barbudo el 19 de marzo de 1238.

## Monarca

Máxima expansión del reino de Enrique II (1239) y evolución territorial de sus dominios:
Baja Silesia (heredada por Enrique I el Barbudo en 1201)
Ducado de Cracovia (de Enrique a partir de 1232)
Protectorados de los ducados de Opole (regido entre 1232 y 1239) Sandomierz
Lubusz (de Enrique de Silesia en 1201-1206, 1210-1218, y 1230)
Kalisz (dominada por Enrique de Silesia en 1206-1207 y desde 1234 (parte de la tutoría de Vladislao de Opole)
Gran Polonia meridional (al sur del Warta y del Notec). Conquistada en 1234
Gran Polonia septentrional (salvo Naklo y Notecia). Conquistada por Enrique II el Piadoso (1239)
Castellanía de Lad. Conquistada por Enrique II el Piadoso (1239) y cedida a Casimiro I de Cuyavia
Żarnów, perdida en 1233

Aunque en el momento de la muerte de su padre Enrique II tenía unos cuarenta años de edad, tomó posesión de su herencia con algunas complicaciones. En realidad, el primer problema fue la cuestión de su sucesión. La fuerte autoridad del gran duque Enrique I el Barbudo podía garantizar un auténtico estado hereditario en su linaje solo en la Baja Silesia. El sur de la Gran Polonia y la provincia señorial en Cracovia fueron gobernados por elección entre los príncipes Piast, aunque existía un testamento del difunto duque de la Gran Polonia y Cracovia, Vladislao III Piernas Largas, en el que había dejado todas sus tierras a Enrique I el Barbudo. Sin embargo, esta disposición fue soslayada por el duque Conrado de Mazovia y el sobrino de Vladislao III, Vladislao Odonic. 
En el caso del ducado en la Alta Silesia de Opole-Raciborz y el ducado de Sandomierz, Enrique podía conservar su cargo de regente durante la minoría edad de sus señores, Miecislao II el Gordo y Boleslao V el Casto. Sin embargo, un año después (en 1239), Enrique se vio obligado a renunciar a la regencia, aunque siguió manteniendo buenas relaciones con los duques de Opole y Sandomierz y también logró conservar en la Gran Polonia Kalisz y Wieluń. 
La situación en el noroeste era más complicada: el margrave Otón III de Brandeburgo, usando la muerte de Enrique el Barbudo como pretexto, tomó la importante fortaleza de Santok —en la Gran Polonia— y sitió Lebus. Además de esto, Enrique II también heredó de su padre las disputas con Conrado de Mazovia y Vladislao Odonic y con la Iglesia, encabezada por Pelka, arzobispo de Gniezno, que exigió los beneficios prometidos por Enrique I el Barbudo. Afortunadamente para Enrique II, la situación cambió inesperadamente después de la muerte de Vladislao Odonic el 5 de junio de 1239, que dejó dos hijos menores, Premislao y Boleslao. Aprovechando esta circunstancia, el duque silesio se adueñó de la mayoría de las posesiones de Odonic (incluyendo Gniezno) y dejó a los hijos de Odonic Nakło nad Notecią y Ujście. 
Los siguientes movimientos de Enrique, sin embargo, fueron peligrosos: abandonó la tradicional alianza de su familia con la imperial casa de Hohenstaufen y apoyó al papa Gregorio IX, lo que puso fin de inmediato a sus disputas con la Iglesia. Después, para acabar con los conflictos con Conrado de Mazovia, Enrique arregló los matrimonios de dos de sus hijas con dos de los hijos de Conrado: la mayor, Gertrudis, casó con Boleslao, y la segunda, Constanza, lo hizo con Casimiro I de Cuyavia. En 1239, Enrique II finalmente perdió la fortaleza Santok ocupada por Brandeburgo tras su derrota en la batalla de Lebusz.

## Batalla de Liegnitz y muerte
En el este, apareció un nuevo rival peligroso: los mongoles, encabezados por Batú Kan, quien, después de la invasión de la Rus de Kiev, escogió como siguiente objetivo el Reino de Hungría. Batu Kan reconoció acertadamente que, en caso de guerra con Hungría, primeramente tenía que apoderarse de Polonia. Para lograrlo, envió un ejército de diez mil hombres acaudillado por Orda Kan. Ya en enero de 1241, Batu había enviado algunas tropas de reconocimiento a Lublin y Zawichost, pero la verdadera invasión comenzó un mes después. En la Pequeña Polonia los mongoles no tuvieron un oponente efectivo y derrotaron y aniquilaron a casi toda la nobleza de Cracovia y Sandomierz en la batalla de Tursko (13 de febrero) y en las de Tarczek y Chmielnik (18 de marzo); entre las víctimas de estos choques se contaron el voivoda de Cracovia, Wlodzimierz y el castellano Clemente de Brzeźnica. Después de esto, toda la Polonia Menor, incluyendo Cracovia y Sandomierz, quedó en manos de los mongoles.
Enrique no esperó el socorro prometido por los gobernantes occidentales y comenzó a concentrar las fuerzas de la Baja Polonia, las de su propia Silesia y las de la Gran Polonia en Legnica. Los soberanos europeos, más interesados en las luchas entre el Imperio y el Papado, hicieron caso omiso de las peticiones de ayuda de Enrique. Las únicas tropas extranjeras que se unieron a él fueron las del rey Wenceslao I de Bohemia y las fuerzas combinadas los caballeros templarios y hospitalarios, pero en el último momento estos detuvieron sus huestes cerca de Legnica, probablemente por temor a que el ejército cristiano se convirtiera en una presa fácil para las tropas mongolas. La batalla se libró finalmente el 9 de abril de 1241; Enrique fue derrotado y murió en el combate.
La derrota se achacó a los monarcas europeos, especialmente al emperador Federico II y al rey Bela IV de Hungría, quienes se habían negado a participar en la lucha contra los invasores, y la inesperada y humillante huida del primo de Enrique Miecislao II el Gordo en la batalla de la Alta Silesia. Existen dos descripciones de la muerte de Enrique, una presentada por Jan Długosz (hoy considerada dudosa), y la segunda de C. de Brigia en su Historii Tartatorum, que, basándose en informes de testigos directos, se considera más fiable. Afortunadamente para Polonia, los mongoles no tenían intención de ocupar el país, ya que poco después abandonaron el territorio y cruzaron Moravia camino de Hungría, deseando unirse al ejército principal de Batu Kan. El cuerpo desnudo y decapitado de Enrique solamente pudo ser identificado por su esposa, gracias a un único defecto anatómico: en su pie izquierdo, tenía seis dedos (polidactilia), como se comprobó tras la apertura de su tumba en 1832. Enrique fue enterrado en la cripta de la iglesia franciscana de los santos Vicente y Jacobo en Breslavia.
A pesar de gobernar solamente tres años, Enrique permaneció en la memoria de Silesia, la Gran Polonia y Cracovia como el perfecto caballero cristiano y señor, cuya brillante carrera fue truncada por su prematura muerte. Tras su fallecimiento, la línea de los Piasts silesianos se dividió en numerosos duques de Silesia, que (excepto por el nieto de Enrique Enrique IV el Justo) ya no fueron capaces de mantenerse como los grandes duques polacos y posteriormente cayeron bajo la influencia del vecino Reino de Bohemia.

Escudo de armas de los Piastas de Silesia.

## Causa de beatificación y canonización
En octubre de 2015, la causa de beatificación de Enrique II el Piadoso fue presentada por la diócesis de Legnica, el Papa Francisco declaró al duque Siervo de Dios y la causa de su beatificación aún continúa.

## Matrimonio y descendencia
En 1218 Enrique se casó con Ana (ca. 1204 - 23 de junio de 1265), hija del rey Otakar I de Bohemia. Ellos tuvieron diez hijos:
- Gertrudis (ca. 1218-1220 - 23/30 de abril de 1247), casada en 1232 con Boleslao I de Mazovia.
- Constanza (ca. 1221 -. Ca 21 de febrero de 1257), casada en 1239 con Casimiro I de Cuyavia.
- Boleslao II el Calvo (ca. 1220/25 - 25/31 de diciembre de 1278).
- Miecislao (ca. 1223/27 - 1242).
- Enrique III el Blanco (1227/30 - 3 de diciembre de 1266).
- Conrado (1228-1231 - 6 de agosto ca. 1274).
- Isabel (ca. 1232 - 16 de enero de 1265), se casó en 1244 a Premislao I de Gran Polonia.
- Agnes (ca. 1236 -. 14 de mayo de 1278), abadesa de Santa Clara en Trebnitz (después de 1277).
- Vladislao (1237 - 27 de abril de 1270), canciller de Bohemia (1256), obispo de Passau (1265) y arzobispo de Salzburgo (1265-70).
- Eduviges (1238-1241 ca. - 3 de abril de 1318), abadesa de Santa Clara en Breslavia.